# Peter Hirsch (Eishockeyspieler)
Peter Hirsch (* 6. März 1979 in Kopenhagen) ist ein ehemaliger dänischer Eishockeytorwart, der im Laufe seiner Karriere vor allem in den höchsten Spielklassen Schwedens und Dänemarks aktiv war. Zudem war er über viele Jahre Stammtorhüter der dänischen Nationalmannschaft, mit der er an zahlreichen Weltmeisterschaften teilnahm.

## Spielerkarriere
Peter Hirsch begann seine Karriere als Eishockeyspieler beim Rungsted IK, für dessen Profimannschaft er von 1995 bis 1997 in der AL-Bank Ligaen aktiv war. Anschließend verbrachte der Torwart drei Jahre in der zweiten schwedischen Spielklasse beim IF Troja-Ljungby – zunächst in der Division 1 und in der Saison 1999/2000 in deren Nachfolgeliga HockeyAllsvenskan. Daraufhin erhielt er die Möglichkeit, sich in der Elitserien zu präsentieren, in der er für MODO Hockey zwischen den Pfosten stand. Mit MODO wurde er 2002 als Stammspieler Vizemeister. Daraufhin entschloss er sich zu einem Wechsel nach Nordamerika und unterschrieb dort bei den Bakersfield Condors aus der ECHL. Dort kam er trotz eines respektablen Gegentordurchschnittes von 2.70 nur auf 14 Einsätze, sodass er zu seinem Ex-Club aus Rungsted zurückkehrte, der in der Zwischenzeit in Nordsjælland Cobras umbenannt worden war.
Die Saison 2004/05 begann Hirsch bei den Malmö Redhawks in der schwedischen Elitserien, spielte jedoch in den nächsten zweieinhalb Jahren für die Nordsjælland Cobras, wobei er in der Saison 2006/07 fast ausschließlich für den Leksands IF in der HockeyAllsvenskan auf dem Eis stand. Mit Nordsjælland gewann er 2004 und 2005 jeweils den nationalen Pokalwettbewerb. Die Saison 2007/08 verbrachte der Nationalspieler ausschließlich bei AaB Ishockey in Dänemark. In der folgenden Spielzeit lief er zudem in Schweden für den Timrå IK in der Elitserien und den IK Oskarshamn in der HockeyAllsvenskan auf. Zur Saison 2009/10 nahm er das Vertragsangebot der Coventry Blaze aus der Elite Ice Hockey League an. Mit den Briten gewann er die EIHL-Meisterschaft und mit einem Gegentorschnitt von 2.86 bei seinen 56 Hauptrundeneinsätzen, sowie einer Verbesserung auf einen Gegentorschnitt von 2.33 bei seinen drei Playoff-Einsätzen, hatte er maßgeblichen Anteil an diesem Erfolg und wurde mit der Wahl in das All-Star Team der Liga belohnt.
Für die Saison 2010/11 wurde Hirsch von seinem Ex-Club Bakersfield Condors aus der ECHL verpflichtet. Dort konnte er bei seinen zwölf Saisoneinsätzen jedoch nicht überzeugen, sodass er im Februar 2011 zu den Pensacola Ice Flyers wechselte, für die er bis zum Ende der Spielzeit in sieben Spielen in der Southern Professional Hockey League auf dem Eis stand. Ab der Saison 2011/12 lief er wieder für Coventry Blaze in der EIHL auf, ehe er seine Karriere in der Saison 2013/14 bei Rungsted Ishockey in der Metal Ligaen ausklingen ließ.
Ab der Saison 2014/15 wird er als Torhütertrainer beim IF Björklöven aus der Allsvenskan agieren.

### International
Für Dänemark nahm Hirsch im Juniorenbereich an der U18-Junioren-B-Europameisterschaft 1997 sowie der U20-Junioren-B-Weltmeisterschaft 1999 teil. Im Seniorenbereich stand er im Aufgebot seines Landes bei den B-Weltmeisterschaften 1999, 2000, 2001 und 2002 sowie bei den A-Weltmeisterschaften 2003, 2004, 2005, 2006, 2007, 2008 und 2010.

## Erfolge und Auszeichnungen
| - 2002 Schwedischer Vizemeister mit MODO Hockey - 2002 Elitserien All-Star Game - 2004 Dänischer Pokalsieger mit den Nordsjælland Cobras | - 2005 Dänischer Pokalsieger mit den Nordsjælland Cobras - 2010 Meister der Elite Ice Hockey League - 2010 EIHL First All-Star Team |

### International
- 1997 Bester Torwart bei der U18-Junioren-B-Europameisterschaft
- 2002 Aufstieg in die Top-Division bei der Weltmeisterschaft der Division I